# Челле-Лигуре
Челле-Лигуре (итал. Celle Ligure) — коммуна в Италии, располагается в регионе Лигурия, в провинции Савона.
Население составляет 5463 человека (2008 г.), плотность населения составляет 568 чел./км². Занимает площадь 10 км². Почтовый индекс — 17015. Телефонный код — 019.
Покровителем коммуны почитается святой архангел Михаил, празднование 29 сентября.

## Демография
Динамика населения:

## Администрация коммуны
- Официальный сайт: http://www.comune.celle.sv.it/